# King's Lynn
King's Lynn es una ciudad portuaria del condado de Norfolk, al este de Inglaterra. Es la sede del distrito de King's Lynn y Norfolk Oeste. Según el censo de 2001, tiene 35.345 habitantes.
A lo largo de la historia también ha sido conocida indistintamente como Bishop's Lynn o Lynn Regis. Los naturales la denominan simplemente como Lynn (lago, en celta). Tras Norwich y Great Yarmouth, King's Lynn es la tercera población del condado de Norfolk.
Se localiza en la orilla este del río Gran Ouse, cerca de su desembocadura en el estuario de The Wash, una zona de marismas con bancos de arena cambiantes sometida a los flujos de las mareas. La ciudad se encuentra a 55 km al noreste de Peterborough, 70 km al oeste de Norwich, y al norte y a la misma distancia de Cambridge. El Gran Ouse en King's Lynn alcanza alrededor de 200 m de ancho, siendo el desagüe de gran parte de la red de drenaje creada en los marjales de sus orillas. El arroyo de Gaywood atraviesa la ciudad, uniéndose al Gran Ouse en el extremo sur de South Quay, cerca del centro de la ciudad.
A partir de la segunda mitad del siglo XIII, coincidiendo con el general y notable desarrollo de la vida urbana de Inglaterra, el puerto fluvial de King's Lynn empezó a tener importancia.  King's Lynn fue uno de los puertos principales de la Liga Hanseática y hoy tiene la única huella de la Liga en Inglaterra, un viejo almacén, que hoy es oficinas del consejo local.
Sandringham House, la residencia en Norfolk de la familia real británica, se encuentra a 9,7 km al noreste de ella. Es la ciudad natal de George Vancouver (1757-1798), oficial de la Marina Real británica, que fue la primera persona en explorar la costa del Pacífico: la actual provincia canadiense de Columbia Británica y los estados estadounidenses de Alaska, Washington y Oregón, además de la costa suroeste de Australia.
Tanto George Russell, piloto del equipo Mercedes AMG F1 Team de Fórmula 1, como Martin Brundle, expiloto de Fórmula 1, ganador de las 24 horas de Le Mans y ganador de numerosos premios de periodismo, nacieron en la ciudad.